# انفجار بوجوسو 2022

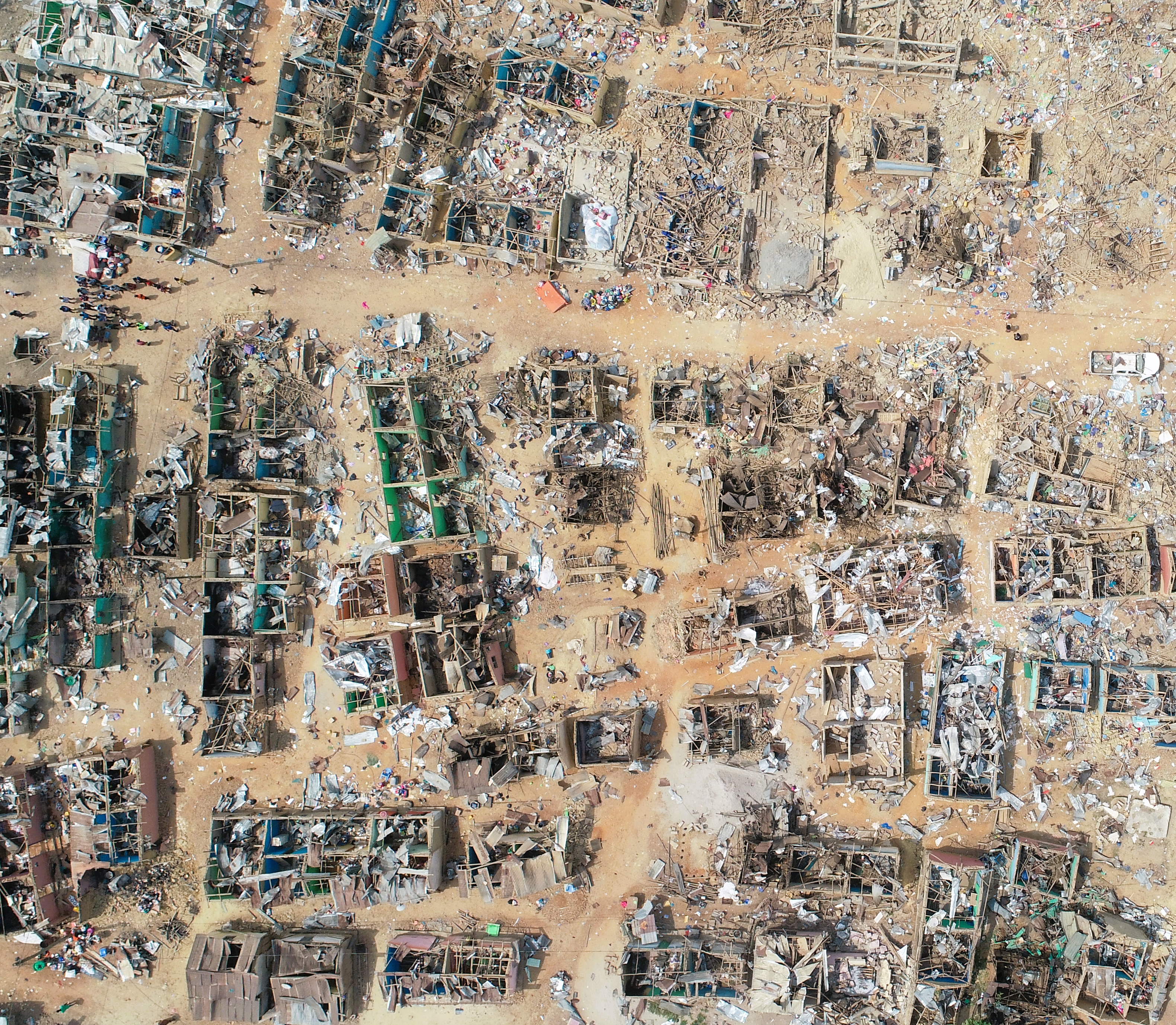
صورة جوية لآثار انفجار بوجوسو 2022 على طول طريق تاركوا - بوغوسو.

انفجار بوجوسو 2022 في 20 يناير 2022 وقع انفجار كبير على طول طريق تاركوا - بوغوسو - أيامفوري بعد اصطدام شاحنة تنقل متفجرات منجم بدراجة نارية. أدى الانفجار إلى تدمير قرية أبياتي القريبة حيث تأكد مقتل 13 شخصًا وإصابة 59 شخصًا آخر.

## الانفجار
وقع الانفجار على طريق تاركوا - بوغوسو - أيامفوري في 20 يناير 2022 بعد أن اصطدمت شاحنة تديرها ماكسام تنقل متفجرات التعدين بدراجة نارية. تم بعد ذلك قيادة الدراجة النارية بواسطة الشاحنة التي كانت في طريقها إلى منجم شيرانو للذهب المملوك لكينروس جولد. وقع التصادم في حوالي الساعة 1:25 مساءً مع وقوع الانفجار بعد حوالي 15 دقيقة. لاحظ سائق الشاحنة حريقًا واندفع لتنبيه الناس بالجوار لنجاة إلى بر الأمان، لكن العديد منهم كانوا بالقرب منهم يلتقطون صورًا ومقاطع فيديو للحادث عندما انفجرت الشاحنة.
وقد أثر الانفجار على قرية أبياتي المجاورة، حيث يُخشى أن العديد من الجرحى والقتلى قد سقطوا. دمر الانفجار عدة مبان وخلف حفرة كبيرة بجوار الطريق. قُتل ما لا يقل عن 13 شخصًا وجُرح 59، تلقى 45 منهم العلاج الداخلي. ذكرت المنظمة الوطنية لإدارة الكوارث أن 500 مبنى تضررت في الانفجار وأن بعض الأشخاص حوصروا بسبب انهيار المباني. وأصيب آخرون بأضرار بسبب النيران في أعقاب الانفجار. تُرك ما لا يقل عن 380 ساكنًا دون مأوى. كما تضررت حوالي 100 مركبة طريق من جراء الانفجار. تم تحديد موقع محول كهرباء غانا التابع لخدمات توزيع الطاقة بالقرب من موقع الحادث وتعرض لأضرار بالغة.
على الرغم من التقارير الأولية عن وفاته، نجا سائق الدراجة النارية من الحادث ونقل إلى المستشفى. أصيب سائق الشاحنة بجرح عميق في رأسه في الحادث ونقل أيضا إلى المستشفى. ولم يصب السائق المرافق لشرطة الشاحنة المتفجرة بأذى، رغم أن عربته ألقيت بمسافة كبيرة جراء الانفجار.